# Camponotus cinereus
Camponotus cinereus é uma espécie de inseto do gênero Camponotus, pertencente à família Formicidae.